# EXPER ZENON
『EXPER ZENON』（エクスパーゼノン）は、1991年に日本ビクターが制作したOVA作品である。原作は当時『マップス』で知られていた漫画家の長谷川裕一。

## 概要
今や当たり前のようにある「バーチャルゲーム」という観念を先取りした作品。

## あらすじ
ゲームセンターでハイスコア常連ランカーの主人公・全野公（ぜんの ひろし）が家でパソコン通信をしていると、三次元体感 シミュレーション「エクスパーズ」という奇妙なオンラインゲームがアクセスしてきた。さらに「エクスパースーツの転送を受けますか？」という質問に公はYESと答えてしまう。
翌日、学校に登校した公の元に、巨大なカプセルが教室を突き破ってきた。教室は大パニックになるが中からはアトーバーと名乗る全裸の少女が現れて公をエクスパースーツに身を包んだ超人「エクスパーゼノン」に変身させてしまった。訳の分からぬまま、公（エクスパーゼノン）はゲームと称する闘いに無理矢理参加することになる。学校を破壊する怪獣、核を搭載した潜水艦を操るエクスパー・ベノム、トリモチ状の粘着物を操るエクスパー・ジフ。公だけでなく、100人の人間が超人エクスパーに 変身させられて、生き残りを賭けたバトルロイヤルを演じさせられていたのだ。
こんなゲームを考案した人間に怒りを覚える公。そんな彼の前に、このゲームの真の主役（プレイヤー）と名乗る エクスパー・ケインが現れた。実はケインこそ最初から決められていた勝者でアトーバーは、そのゲームの勝者に与えられる賞品だったのだが手違いでゲーム開始前に公の元に送られてきてしまったのだった。
ラストバトルに辛くも勝利した公の前に、このゲームそのものを作ったゲームマスターが現れこのゲームの真実が明かされる…

## キャスト
- 全野公（ぜんの ひろし）/エクスパーゼノン：松野太紀
- プリンセス アトーバー ：高田由美
- エクスパー・ケイン：速水奨
- エクスパー・ジフ：佐々木優子
- エクスパー・ベノム：梁田清之
- エクスパー・ダイオン：中村秀利
- ゲームマスター：加藤精三

## スタッフ
- 原作 - 長谷川裕一
- 監督・キャラクターデザイン・作画監督・絵コンテ - もりやまゆうじ
- 脚本 - 平野靖士、山本茂、もりやまゆうじ
- メカ作監 - 橋本敬史
- 演出 - 早瀬廣章
- 演出補 - 水島精二
- 美術監督 - 中座洋次、須江信人
- 撮影監督 - 藤田正明
- 音楽 - 川井憲次
- 音響監督 - 山田悦司
- プロデューサー - 小松茂明、榎本歩光
- アニメーション制作 - スタジオファンタジア
- 製作 - 日本ビクター

## 主題歌
エンディングテーマ「Dreaming Fantasy」
作詞 - 雄鹿美子 / 作曲・編曲 - 川井憲次 / 歌 - Ammy

## 漫画
『月刊アニメV』で1990年6月号から1991年5月号 まで連載。原作：長谷川裕一、漫画：もりやまゆうじ。未単行本化である。

## 作中ゲーム『エクスパーズ』について
作中に登場するゲーム『エクスパーズ』のゲームシステムもユニークなものが採用されている。ゲームは100人のエクスパーズで行われる。エクスパーズになったプレイヤーはレベル1からスタートし、ある程度の身体強化能力を持つスーツが支給され、自分に合わせた特殊能力をレベル1に対してひとつ自由に選択できる。つまりエクスパー同士が戦い相手を倒す（殺す）ことにより基本的に相手の持っているレベルを継承でき、その分を能力強化に使うことができるのである。能力の設定は自由であり、攻撃力・防御力・素早さなどの身体能力強化から相手を氷結させる、相手を倒さなくてもレベルを吸収できるなどプレイヤーのアイデアしだいで単純な能力の優劣を覆すことも可能である。レベルがある一定を超えた段階でエクスパーはロードにクラスチェンジすることができ、エクスパースーツの外見も変化する。最終決戦としてロード同士が戦い、最後に生き残ったものがエクスパーズの勝利者となる。勝利者にはその証としてプリンセス「アトーバー」（At Over　つまりそれでゲームが終了であるという意味）が進呈される。

## 原作版最終決戦と顛末
エクスパー同士が互いの利権を求めながら戦う中、公は人をあやめることにより強くなるシステムやアトーバーに対する人権を無視した扱いにエクスパーズというゲームに疑問と怒りを感じるようになる。そして黒幕であるエクスパーケインと対峙し、事の真相を聞く。ケインは未来人でありこのエクスパーズを始めた真のプレーヤーであること。公たち現時間のエクスパーズたちはケインに倒されるべきゲームキャラクターのモンスターと変わらない存在であること。アトーバーはゲームの賞品であり、本来はゲーム終了の後自分に送られるものであり何らかのバグで公の下にわたってしまったこと。そしてこの世界は本来ある歴史とは別に分岐した時間枝（詳しい内容は同原作者作品『クロノアイズ』参照）であり、本来と違う歴史ならなのだからそこでなにを自由にやってもかまわないと言う。
ケインたち未来人の、現在を懸命に生きる人々を無視する身勝手な考え方に公は激しい怒りを覚える。だが、レベルの差は歴然でありまったく歯が立たない。そんな中、今まで敵対していたエクスパーズから最後の望みとしてレベルを引き継ぐことによりロードゼノンにクラスチェンジする。しかし、それでも単純な能力値の強化では最初から勝利するように設定されているレベル50以上のケインには勝つことはできない。そこで公はレベル1分の能力を相手の能力スキャンにあて、ケインの攻撃力：防御力：素早さなどの能力値を分析。残りのレベルのすべてを素早さとケインを上回る防御力にあてる。自分への攻撃がまったく効かない公にたいし、勝利を確信したケインは止めとして自分の持つ最大の攻撃力で光弾を放つ。ぎりぎりの中、公が待っていたのはこれでありケインの最大の攻撃をその防御能力とスピードでベクトルをそらしながらケインに弾き返しケインを撃破する。単純な能力差では勝てないとわかっていた公はケイン自身の攻撃を武器とし、それに賭けたのである。
ケインを倒したものの未来人のゲームマスターは予期せぬ事態に現時間枝を危険とみなし、時間軸を破壊するミサイルを発射する。エクスパーズを勝ち抜きロードゼノンとして最強の力を手に入れた公はその能力を出し切り、ミサイルの進路を変えることより未来人たちのいる本来の時間軸を破壊することに成功。爆発に巻き込まれる公の意識がフラッシュバックとともに消えていく……。気づくと学校の近くの丘の上にボロボロの姿で倒れていた公は、アトーバーと共に目覚める。そう、彼は自分の世界を守ることに成功したのだ。そして少女の手を取り公は「長いエンディングになりそうだ…」とつぶやいたのだった。